# Arthur Maria Rabenalt
Arthur Maria Rabenalt, född 25 juni 1905 i Wien, Österrike-Ungern, död 26 februari 1993 i Kreuth, Bayern, Tyskland, var en österrikisk filmregissör och manusförfattare. Majoriteten av hans många filmer var underhållningsfilmer, men 1941 stod han för regin till filmen ...reitet für Deutschland som efter andra världskrigets slut sågs som kontroversiellt då den tydligt anses föra fram nationalsocialistiskt tankegods. Rabenalt var verksam som regissör fram till 1978.